# Cœur de cowboy
Série
Pure Country 2: The Gift
(2010)
Pour plus de détails, voir Fiche technique et Distribution.
Cœur de cowboy (Pure Country) est un film américain réalisé par Christopher Cain, sorti en 1992. Il a pour suite Pure Country 2: The Gift sorti en 2010.

## Synopsis
Dusty, un chanteur de country, est lassé de la célébrité et veut retrouver un sens plus profond à sa musique.

## Fiche technique
- Titre original : Pure Country
- Titre français : Cœur de cowboy
- Réalisation : Christopher Cain
- Scénario : Rex McGee
- Musique : Steve Dorff
- Photographie : Richard Bowen
- Montage : Jack Hofstra (de)
- Production : Jerry Weintraub
- Société de production : Warner Bros. et Jerry Weintraub Productions
- Société de distribution : Warner Bros. (États-Unis)
- Pays :  États-Unis
- Genre : Drame, film musical, romance et western
- Durée : 112 minutes
- Dates de sortie : 
  -  États-Unis : 23 octobre 1992

## Distribution
- George Strait : Dusty Wyatt Chandler
- Lesley Ann Warren : Lula Rogers
- Isabel Glasser : Harley Tucker
- Kyle Chandler : Buddy Jackson
- John Doe : Earl Blackstock
- Rory Calhoun : Ernest Tucker
- Molly McClure : Grandma Ivy Chandler
- James Terry McIlvain : Tim Tucker
- Toby Metcalf : J. W. Tucker
- Mark Walters : Al
- Tom Christopher : Dave, un garde du corps de Dusty
- Jeffrey R. Fontana : Eddie, un garde du corps de Dusty

## Box-office
Le film a rapporté 15,2 millions de dollars au box-office.